# 土持城夫
土持 城夫（つちもち しろお、1938年 - 1998年8月27日）は、日本の作曲家、編曲家である。

## 概略
1938年（昭和13年）に静岡県で生まれる。
1972年（昭和47年）12月31日、平田隆夫とセルスターズ『ハチのムサシは死んだのさ』（作詞内田良平、作曲平田隆夫、1972年）の編曲で、第14回日本レコード大賞編曲賞受賞。
1998年8月27日、胆管癌で死去。享年60。

## 携わった楽曲
- 児島美ゆき『どういうわけか』（作詞：大矢弘子、作曲：中川博之、1970年） - 編曲
- アンドレ・カンドレ（後の井上陽水） 『花にさえ、鳥にさえ』（作詞：松山猛、作曲：加藤和彦、1970年） - 編曲
- フォー・スラッガーズ
  - 『男どアホウ甲子園』『どアホウ讃歌』（作詞：佐々木守、1970年） - 作編曲
- 夏夕介『涙が燃えて』（作詞：宇山清太郎、作曲：福井利夫、1970年） - 編曲
- パープル・シャドウズ『さよならはこわくない』（作詞：黒崎わたる、作曲：今井久、1971年） - 編曲
- 入江ゆみ『レイニー・ナガサキ』（作詞：津坂浩、1971年） - 作曲
- 平田隆夫とセルスターズ
  - 『ハチのムサシは死んだのさ』（作詞：内田良平、作曲：平田隆夫、1972年） - 編曲
  - 『悲しき地平線』（作詞：むろふしチコ） - 作曲
- 平田満『愛の狩人』（作詞：本野丈弾、作曲：金野孝、1976年） - 編曲
- シャネル・ファイブ『ヘイ・マダム』『惚れて振られて又惚れて』（作詞：吉田旺、キングレコード GK126） - 作曲
- レイモン・ルフェーヴル
  - 『Jump With Kinchan』（『欽ちゃんの週刊欽曜日』のテーマ、1982年） - 作曲
  - 『男と女のポエム』 - 作曲
- ザ・サクセス『うちの娘に限っては』（作詞：難波克昌、作曲：郷田新） - 編曲
- 清水章吾
  - 『北国の春はまだ遠い』『真冬の桟橋』（作詞：荒木とよひさ） - 作曲
  - 『誰れかが何処かで』（作詞：千家和也） - 作曲
  - 『夜霧の別れ』 『レイコ』（作詞：山口あかり） - 作曲
- 李朱朗『白い霧にぬれて』、『この愛だけ』（作詞：津坂浩） - 作曲
- 『うわさのスタジオ』（『酒井広のうわさのスタジオ』） - 作曲

### 提供楽曲
- 石野真子『GOOD-BYは出発』（作詞：岡田冨美子） - 作曲
- 塚田三喜夫『ザ・チャンバラ』（作詞：荒木とよひさ） - 作曲
- 藤原誠『たった一人の旅』（作詞：津坂浩） - 作曲
- ラブ・サントス『松山慕情』（作詞：和田香苗） - 作曲
- 風見慎吾『OTONA BIRTHDAY』（作詞：欽ちゃんバンド、1983年） - 作曲・編曲
- 山本リンダ『限りなく透明に近いダンス』（作詞：康珍化、作曲：星川狂児、1976年） - 編曲

- 『いいのかな』（作詞：奥山侊伸） - 作曲
- 『ちょっと違うんだなア』（作詞：水紀亜美） - 作曲
- 『人形芝居』（作詞：津坂浩） - 作曲
- 『めぐり逢える日まで』（作詞：竜真知子） - 作曲